# Elliott Forbes-Robinson

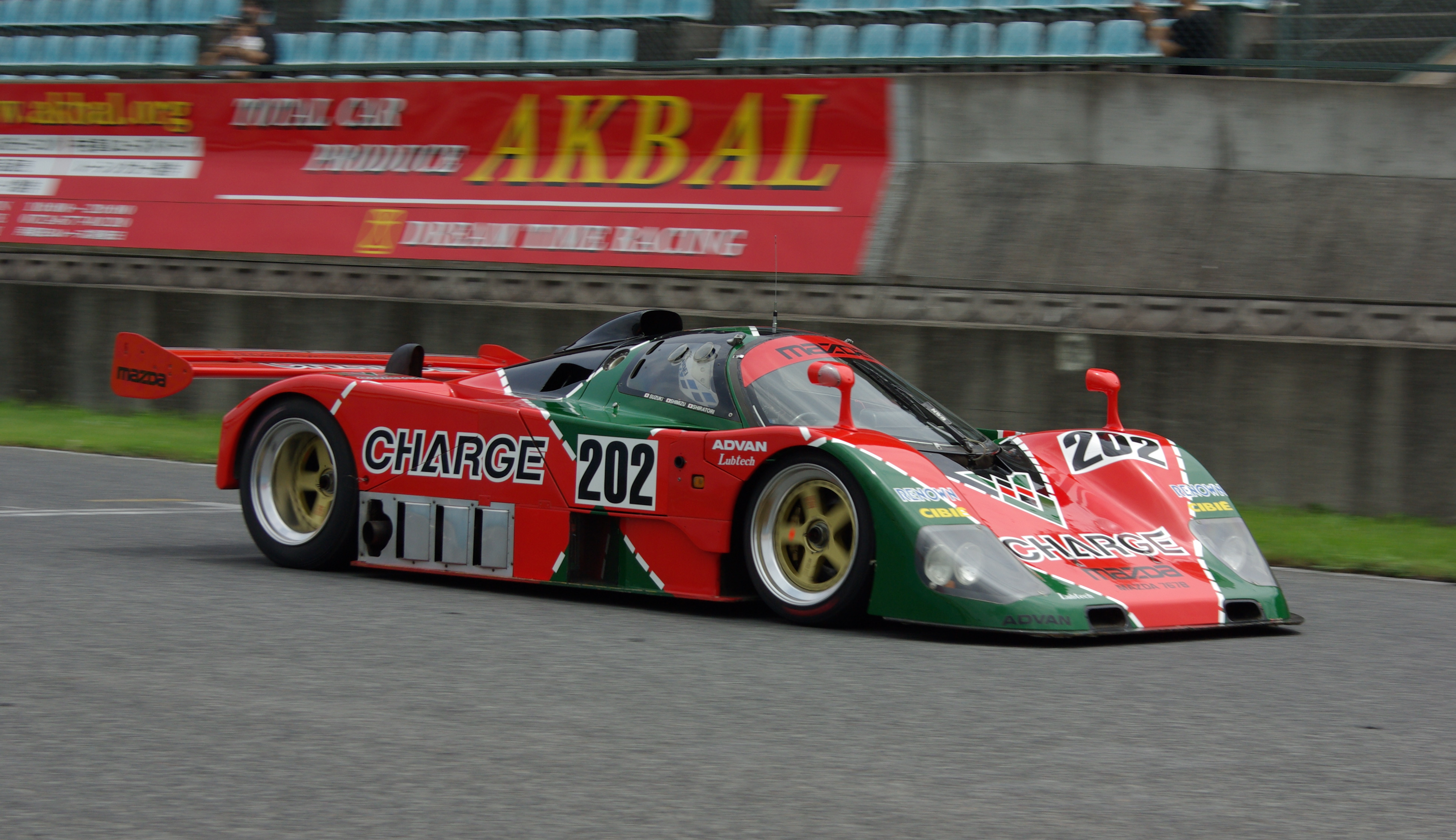
Der von Elliott Forbes-Robinson beim 24-Stunden-Rennen von Le Mans 1989 gefahrene Mazda 767B

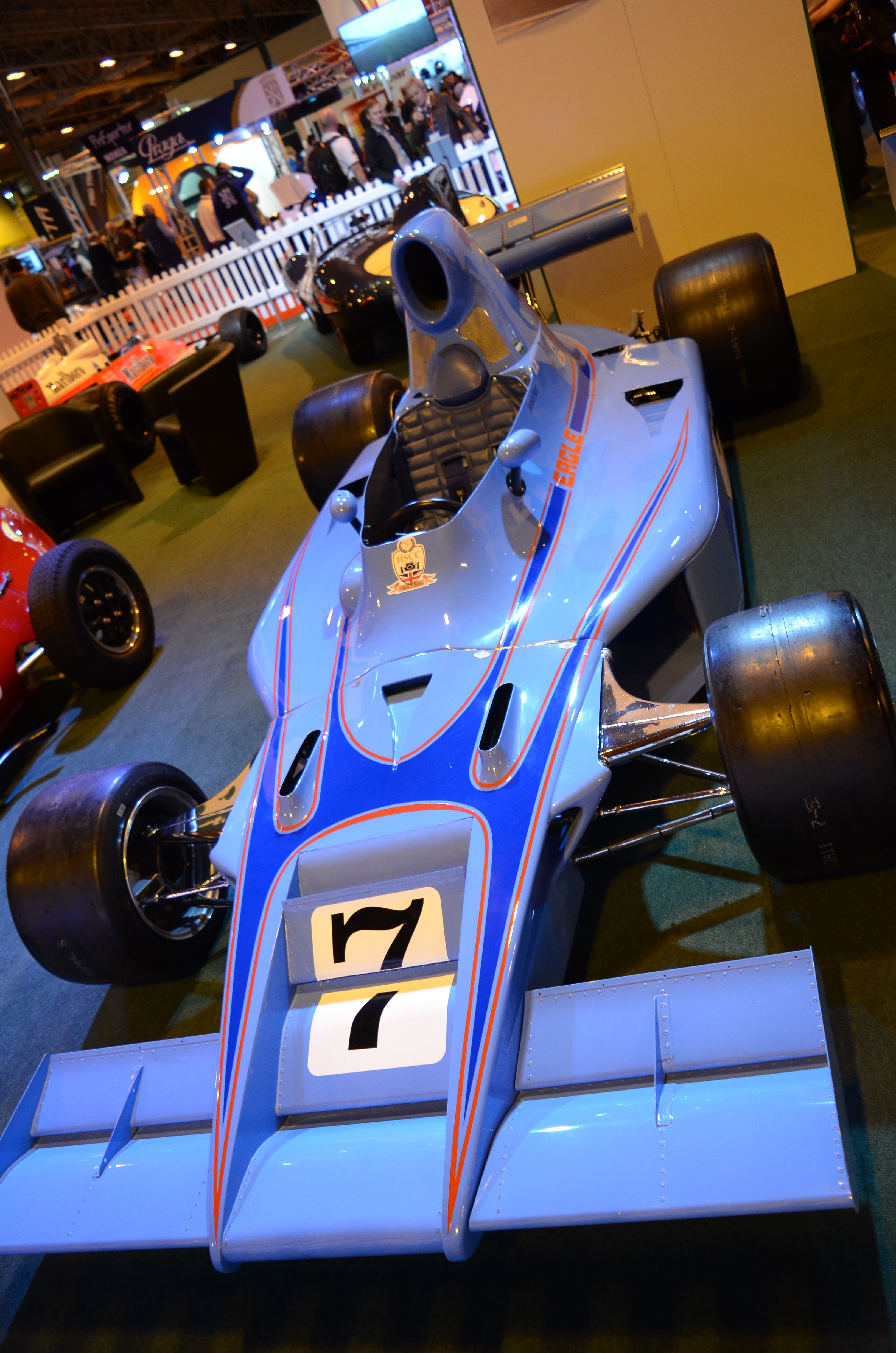
Eagle 74A, den Elliott Forbes-Robinson 1974 in der Formel A fuhr

Elliott Forbes-Robinson (* 31. Oktober 1943 in La Crescenta-Montrose) ist ein ehemaliger US-amerikanischer Autorennfahrer.

## Familie und Ausbildung
Elliott Forbes-Robinson verbrachte seine ersten beiden Lebensjahre in Australien. Sein Vater Elliot Robinson und seine australische Mutter ließen dort wegen der vielen Robinsons den Nachnamen in Forbes-Robinson ändern. 1945 kehrte die Familie in die Vereinigten Staaten zurück und ließ sich in Glendale, der viertgrößten Stadt im Los Angeles County, nieder. Er besuchte das dortige College und machte danach eine Ausbildung zum Fluggerätmechaniker.

## Karriere als Rennfahrer
Elliott Forbes-Robinsons Vater war Amateurrennfahrer. Er besaß einen MG TC, den er später gegen einen Austin-Healey tauschte. Er ging in erster Linie bei regionalen Sportwagenrennen an den Start. Ausnahmen waren die beiden Teilnahmen am 12-Stunden-Rennen von Sebring. 1964 verunglückte er bei einem Rennen auf dem Riverside International Raceway schwer. Die dabei erlittenen Verletzungen erzwangen das Karriereende. Der Healey, den er seinem Sohn zum 21. Geburtstag versprochen hatte, wurde erheblich beschädigt. Der Sohn war zu dieser Zeit bei Technicolor beschäftigt und arbeitete für das Unternehmen in den Universal Studios. Seine Wochenenden verbrachte er in der Werkstatt des Rennfahrers Richie Ginther in Culver City, wo er den Healey wieder instand setzte.
Die Fahrerkarriere von Elliott Forbes-Robinson begann in den frühen 1960er-Jahren am Steuer des Healey, den er bei Automobil-Slaloms und Bergrennen fuhr. Die Entscheidung, Profi-Rennfahrer zu werden, fiel 1967 nach einem Lehrgang in der SCCA drivers’ school. Erste Erfolge gelangen in einem von Richie Ginther gemeldeten Porsche 914 in der SCCA National Series, wo er 1970 die Rennen in Bonneville und Portland gewann.
In den frühen 1970er-Jahren etablierte er sich im nordamerikanischen Motorsport, mit Erfolgen sowohl im Monoposto- als auch Sportwagensport. 1974 gewann er die US-amerikanischen Super-Vau-Meisterschaft und 1976 die SCCA National Championship. 1974 gewann er zwei Formel-Atlantic-Rennen und fuhr einen Eagle 74A in der Formel A, dem nordamerikanischen Gegenstück der europäischen Formel 5000. Nach einer erfolglosen Saison beendete er diese Meisterschaft 1975, diesmal im Lola T332, auf dem 13. Rang.
Elliott Forbes-Robinson war einer der meistbeschäftigten Rennfahrer seiner Generation. Es gab kaum eine Sport- oder Tourenwagenserie, bei er nicht am Start war. Das Spektrum reichte von Rennen in der Sportwagen-Weltmeisterschaft bis zu Einsätzen im Winston Cup der NASCAR. In der Zeit von 1977 bis 1980 fuhr er in der Can-Am-Serie, wo er neben anderen gegen Keke Rosberg, Jacky Ickx, Al Holbert, Patrick Tambay, Geoff Brabham und Alan Jones antrat. Seine größten Einzelerfolge waren die beiden Gesamtsiege beim 24-Stunden-Rennen von Daytona. 1997 war er einer der sieben Fahrer, die den Gesamtsieg einfuhren. 1999 gewann er das Rennen gemeinsam mit Andy Wallace und Butch Leitzinger im Riley & Scott Mk III. Er gewann acht SCCA-Meisterschaften und nahm zweimal am 24-Stunden-Rennen von Le Mans teil, wobei zwischen den Starts 1971 und 1989 „rekordverdächtige“ 18 Jahre lagen. Sein letzter Meisterschaftserfolg war 1999 der Gesamtsieg in der American Le Mans Series. In seiner mehr als 40 Jahre dauernden Karriere gelangen ihm 51 Rennsiege in fünf aufeinander folgenden Dekaden (1960–2000).

## Statistik

### Le-Mans-Ergebnisse
| Jahr | Team                       | Fahrzeug     | Teamkollege    | Teamkollege  | Platzierung | Ausfallgrund         |
| ---- | -------------------------- | ------------ | -------------- | ------------ | ----------- | -------------------- |
| 1971 | Richie Ginther Racing Inc. | Porsche 911S | Alain Johnson  |              | Ausfall     | defekte Pleuelstange |
| 1989 | Mazdaspeed Co. Ltd.        | Mazda 767B   | Takashi Yorino | Hervé Regout | Rang 9      |                      |

### Sebring-Ergebnisse
| Jahr | Team                    | Fahrzeug                | Teamkollege         | Teamkollege      | Platzierung | Ausfallgrund       |
| ---- | ----------------------- | ----------------------- | ------------------- | ---------------- | ----------- | ------------------ |
| 1973 | Far West Racing         | Porsche Carrera RSR     | John Greenwood      | Grey Egerton     | Rang 4      |                    |
| 1975 | Holbert's Porsche-Audi  | Porsche Carrera RSR     | Al Holbert          |                  | Rang 12     |                    |
| 1984 | Performance Motorsports | Porsche 924 Carrera     | John Schneider      |                  | Ausfall     | Benzinpumpe        |
| 1985 | Whitehall Motorsports   | Porsche 924 Carrera GTR | Tom Winters         | Bob Bergstrom    | Ausfall     | Bremsdefekt        |
| 1986 | Dingman Bros Racing     | Pontiac Firebird        | Tommy Riggins       |                  | Ausfall     | Differential       |
| 1987 | Primus Motorsport       | Porsche 962             | Chris Kneifel       | Brian Redman     | Rang 3      |                    |
| 1988 | Hendrick Motorsports    | Chevrolet Corvette GTP  | Sarel van der Merwe |                  | Ausfall     | Motorschaden       |
| 1990 | Downing Atlanta         | Mazda RX-7              | Pete Halsmer        | John Morton      | Ausfall     | Unfall             |
| 1995 | Bobby Brown Motorsports | Spice HC94              | John Schneider      | Don Bell         | Rang 25     |                    |
| 1997 | Dyson Racing            | Riley & Scott Mk III    | John Schneider      | John Paul junior | Rang 5      |                    |
| 1998 | Dyson Racing            | Riley & Scott Mk III    | James Weaver        | Butch Leitzinger | Ausfall     | Antriebswelle      |
| 1999 | Dyson Racing            | Riley & Scott Mk III    | James Weaver        | Butch Leitzinger | Rang 2      |                    |
| 2001 | Dyson Racing            | Riley & Scott Mk IIIC   | James Weaver        | Butch Leitzinger | Ausfall     | Zylinder überhitzt |
| 2002 | Dyson Racing Team Inc.  | Riley & Scott Mk III    | James Weaver        | Butch Leitzinger | Rang 4      |                    |

### Einzelergebnisse in der Sportwagen-Weltmeisterschaft
| Saison | Team                                    | Rennwagen                                         | 1   | 2   | 3   | 4   | 5   | 6   | 7   | 8   | 9   | 10  | 11  | 12  | 13  | 14  | 15  | 16  | 17  |
| ------ | --------------------------------------- | ------------------------------------------------- | --- | --- | --- | --- | --- | --- | --- | --- | --- | --- | --- | --- | --- | --- | --- | --- | --- |
| 1971   | Ginther Racing                          | Porsche 911                                       | BUA | DAY | SEB | BRH | MON | SPA | TAR | NÜR | LEM | ZEL | WAT |     |     |     |     |     |     |
| 1971   | Ginther Racing                          | Porsche 911                                       |     |     |     |     |     | DNF |     |     |     |     |     |     |     |     |     |     |     |
| 1973   | Pharr West Racing                       | Porsche Carrera RSR                               | DAY | VAL | DIJ | MON | SPA | TAR | NÜR | LEM | ZEL | WAT |     |     |     |     |     |     |     |
| 1973   | Pharr West Racing                       | Porsche Carrera RSR                               |     |     |     |     |     |     | 11  |     |     |     |     |     |     |     |     |     |     |
| 1974   | Trudon Porsche                          | Porsche Carrera RSR                               | MON | SPA | NÜR | IMO | LEM | ZEL | WAT | LEC | BRH | KYA |     |     |     |     |     |     |     |
| 1974   | Trudon Porsche                          | Porsche Carrera RSR                               |     |     |     | 8   |     |     |     |     |     |     |     |     |     |     |     |     |     |
| 1975   | Porsche USA Grossman Motors             | Porsche 911 Carrera RSR De Tomaso Pantera         | DAY | MUG | DIJ | MON | SPA | PER | NÜR | ZEL | WAT |     |     |     |     |     |     |     |     |
| 1975   | Porsche USA Grossman Motors             | Porsche 911 Carrera RSR De Tomaso Pantera         | 8   |     |     |     |     |     |     |     | DNF |     |     |     |     |     |     |     |     |
| 1977   | Modena Cars Mike Tilson Spalding Racing | Ferrari 365 GTB/4 Porsche 934 Porsche Carrera RSR | DAY | MUG | DIJ | MON | SIL | NÜR | VAL | PER | WAT | EST | LEC | MOS | IMO | SAL | BRH | HOK | VAL |
| 1977   | Modena Cars Mike Tilson Spalding Racing | Ferrari 365 GTB/4 Porsche 934 Porsche Carrera RSR | 5   |     |     |     |     |     |     |     | DNF |     |     | 4   |     |     |     |     |     |
| 1978   | Budweiser Racing                        | Chevrolet Monza                                   | DAY | SEB | MUG | TAL | DIJ | SIL | NÜR | LEM | MIS | DAY | WAT | VAL | ROD |     |     |     |     |
| 1978   | Budweiser Racing                        | Chevrolet Monza                                   |     |     |     |     |     |     |     | 23  |     |     |     |     |     |     |     |     |     |
| 1979   | Andial Porsche                          | Porsche 935                                       | DAY | SEB | MUG | TAL | DIJ | RIV | SIL | NÜR | LEM | PER | DAY | WAT | SPA | BRH | ROA | VAL | ELS |
| 1979   | Andial Porsche                          | Porsche 935                                       |     |     |     |     |     |     |     |     | 4   |     |     |     |     |     |     |     |     |
| 1980   | Andial Racing                           | Porsche 935                                       | DAY | BRH | SEB | MUG | MON | RIV | SIL | NÜR | LEM | DAY | WAT | SPA | MOS | ROA | VAL | DIJ |     |
| 1980   | Andial Racing                           | Porsche 935                                       | 45  |     |     |     |     |     |     |     |     |     |     |     |     |     |     |     |     |